# Gare centrale de Kristianstad
La gare centrale de Kristianstad (suédois: Kristianstads Centralstation) est une gare ferroviaire suédoise à Kristianstad .

## Situation ferroviaire
La gare se trouve 30 km par rail de Hässleholm et 31 km de Sölvesborg. Elle se trouve sur la Blekingebanan, qui relie Kristianstad avec Karlskrona.

## Histoire et patrimoine ferroviaire
La gare est construite en 1865, avec des façades en briques (qui alternent entre le jaune et le rouge). La gare originale est construite selon les plans de Claes Adelsköld et une extension sera ajoutée en 1917 selon les plans de P.L. Håkansson. L'ensemble de la gare est un monument reconnu, selon la RAA .
Selon un guide de voyageur de 1884, la gare avait un hôtel du chemin de fer, avec restaurant. La gare avait aussi un bureau de télégraphe.